# Lambada
Lambada je brazilski ples, a postoji i istoimena pjesma.
Vjeruje se da je nastala od južnoameričkih plesova kao što su: forró, salsa, merengue, maxixe i carimbó. Lambada je vrlo senzualan ples, u kojem se noge jednoga plesača intenzivno dodiruju s tijelom drugoga plesača. 
Ples se proširio diljem svijeta krajem osamdesetih godina 20. stoljeća, kada se pojavila pjesma "Lambada", koju izvodi francuska grupa Kaoma na portugalskom jeziku. Prodalo se više od pet milijuna albuma širom svijeta 1989. godine. U pjesmi se ističe glazbeni instrument bandoneon, četverouglasta harmonika rastegača s većim brojem glasova (130 tonova) od obične harmonike. 
Sumnja se, da je Kaomina "Lambada" plagijat pjesme "Llorando se fue" bolivijske etno grupe Los Kjarkas iz 1984. godine. Tužili su Kaomu i dobili tužbu.